# Lac d'Ohrid
Le lac d'Ohrid (en macédonien Охридско Езеро, Ohridsko Ezero ; en albanais Liqeni i Ohrit) est un lac sur la frontière entre l'Albanie et la Macédoine du Nord. Il a une superficie de 358 km2. C'est le lac le plus profond des Balkans (288 m) mais aussi un des plus vieux du monde, avec le Titicaca et le Baïkal.
Alimenté par le lac Prespa, situé au sud-est, grâce à des infiltrations, il s'évacue au nord par le Drin noir, qui se jette dans la mer Adriatique. Il est connu pour son eau claire, qui est quelquefois transparente jusqu'à une profondeur de 22 mètres, et pour sa faune riche et variée, qui comprend des espèces endémiques.
Son nom vient de la ville d'Ohrid, la capitale touristique de la Macédoine du Nord.
Le lac, entouré par quelques plages et des monastères byzantins, est une des plus grandes attractions du pays. Il a par ailleurs été classé au patrimoine mondial de l'UNESCO pour son caractère naturel exceptionnel en 1979, puis, en 1980, le label a été étendu afin de classer également des lieux historiques et culturels.

## Toponymie
Le nom du lac vient de la ville d'Ohrid, sur la rive orientale du lac. Ohrid vient du mot slave hrid qui signifie « colline ». La vieille ville est en effet construite sur les pentes d'une colline, coiffée par la forteresse de Samuel.
Le lac a donné son nom à Ohrid Lacus, un lac de méthane situé sur Titan.

## Géographie

### Topographie

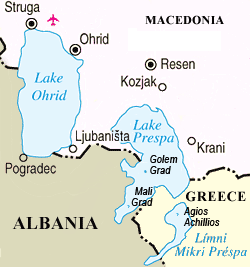
Le lac d'Ohrid et le lac Prespa, sur les frontières de trois pays

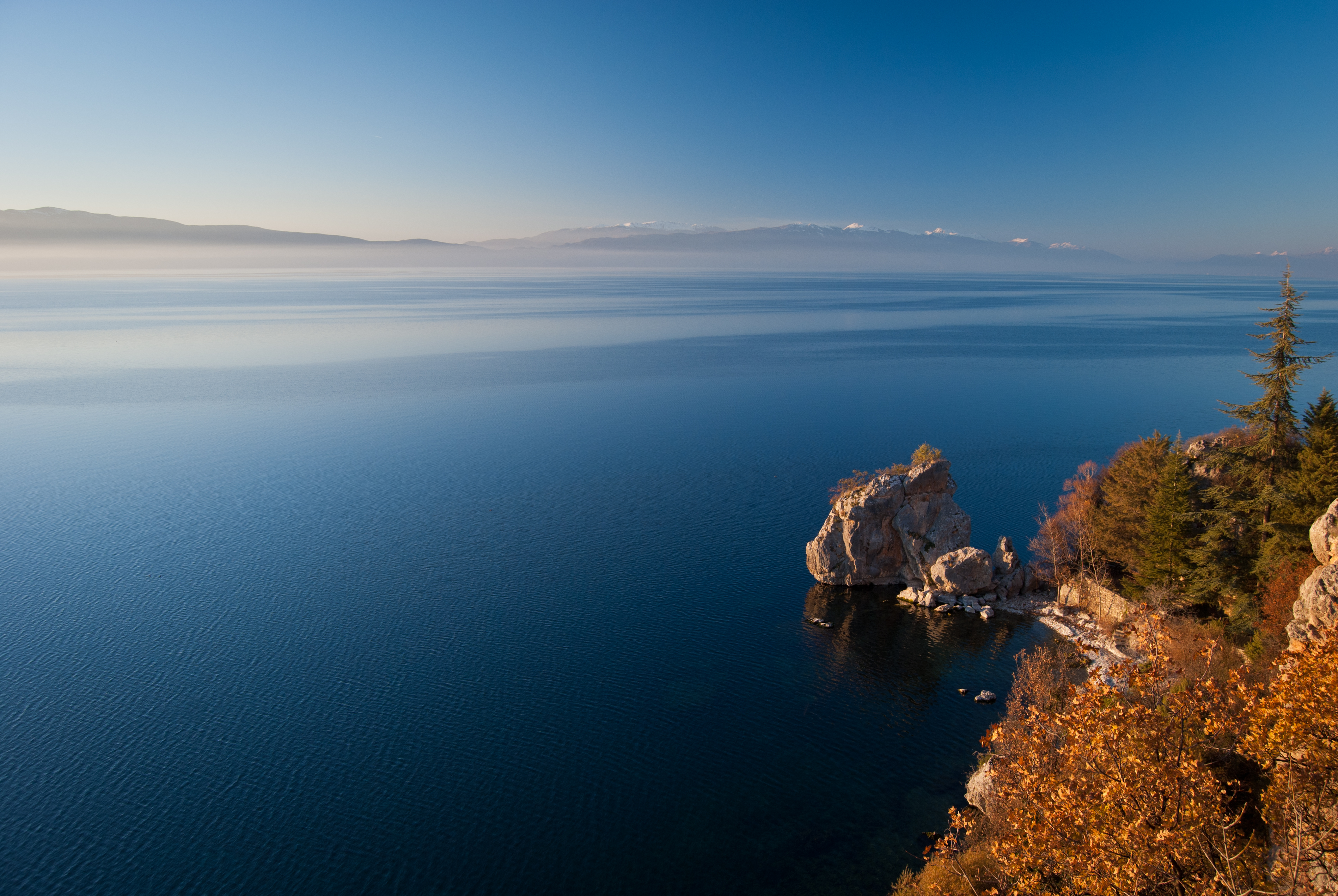
Le lac, près du village de Trpeytsa.

Le lac d'Ohrid se situe dans le centre-ouest de la péninsule des Balkans, en Europe du Sud-Est. Il est partagé par l'Albanie, à l'ouest, et par la Macédoine du Nord, qui en possède les deux tiers, à l'est. Il est environné par plusieurs autres lacs d'envergure, le plus proche est le lac Prespa, à quelques kilomètres au sud, partagé entre la Macédoine du Nord, la Grèce et l'Albanie. En Grèce se trouvent également les lacs Orestiada et Vegoritida, cependant beaucoup plus petits.
Le lac d'Ohrid est profond, avec un maximum de 288,70 mètres sur sa rive orientale et une moyenne de 151 mètres. Il est à 693 mètres d'altitude et se trouve sur la zone d'orogenèse des plaques eurasienne et africaine. Il a donc a été formé par une activité tectonique intense, qui a entraîné un enfoncement vertical du sol il y a quatre millions d'années. Le lac se trouve dans une zone de moyenne montagne, les sommets environnants culminent à 2 000 mètres d'altitude environ. Son origine a été occasionnée par un phénomène géologique rare et son ancienneté n'est comparable qu'à celle de quelques grands lacs, comme les lacs Titicaca et Baïkal...
Il forme un ovale allongé, orienté sur un axe nord-sud, avec 30 kilomètres de longueur et de 14,5 à 11 kilomètres de largeur. Le lac possède des côtes plutôt droites, longues de 87,5 kilomètres, et ne compte aucune île.

### Géologie et hydrologie

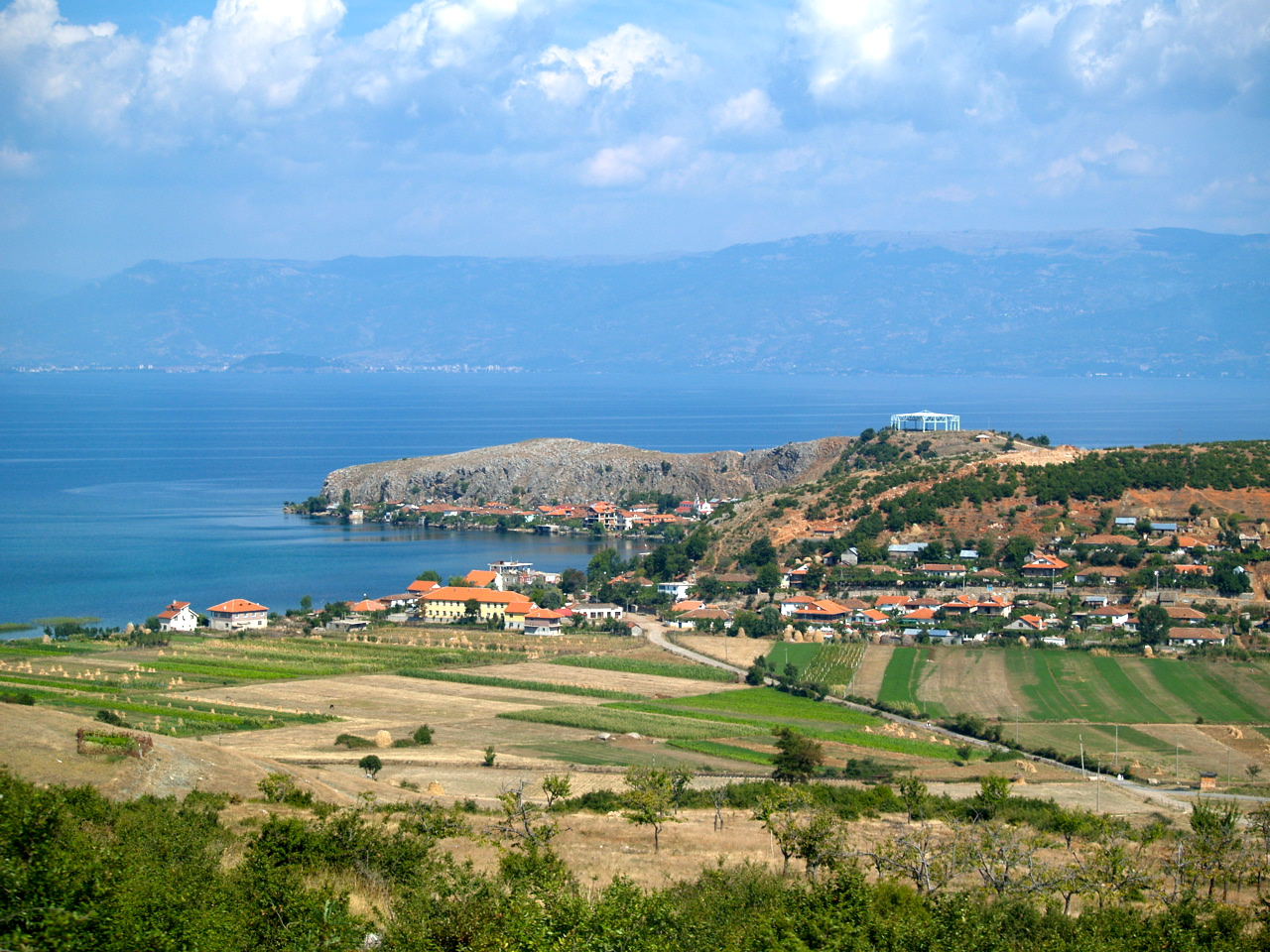
La rive albanaise du lac avec le village de Lin.

Le lac d'Ohrid s'est formé dans une roche calcaire dense, qui l'empêche de se vider. À l'inverse, le lac Prespa, à 855 mètres d'altitude, possède un fond karstique et se déverse lentement dans celui d'Ohrid, via un réseau de galeries souterraines naturelles, situées sous les monts Galitchitsa. L'eau du Prespa émerge ensuite par de nombreuses sources, souvent situées au fond-même du lac. Les sources de Saint-Naum,, sur la frontière albano-macédonienne, sont les plus connues et fournissent plus de la moitié de l'eau du lac. Le lac, grâce à 40 rivières et torrents, draine également une aire de 1 487 km2. Avant le détournement de la rivière Sateska en 1962, cette zone était restreinte à 1 042 km2. La profondeur ainsi que l'arrivée diffuse de l'eau donnent au lac une longue durée de rétention, l'eau met en effet environ 70 ans à se renouveler, alors que le lac Prespa se renouvelle en seulement 11 ans. Le lac possède des berges plutôt linéaires, longues de 87,5 kilomètres.
Le lac perd 28 % de son eau par évaporation, le reste s'écoule à l'extrémité nord du lac et forme le Drin noir, qui traverse le nord de l'Albanie et se jette dans l'Adriatique, après avoir rencontré le Drin blanc.
La transparence de l'eau est due à la quantité très faible de phosphore (oligotrophie). Le lac d'Ohrid ne contient que 4,5 microgrammes de phosphore par litre, alors que le lac Léman, par comparaison, lorsqu'il n'était pas pollué par les rejets de phosphates, en contenait 10 microgrammes par litre (µg/l) .

### Climat

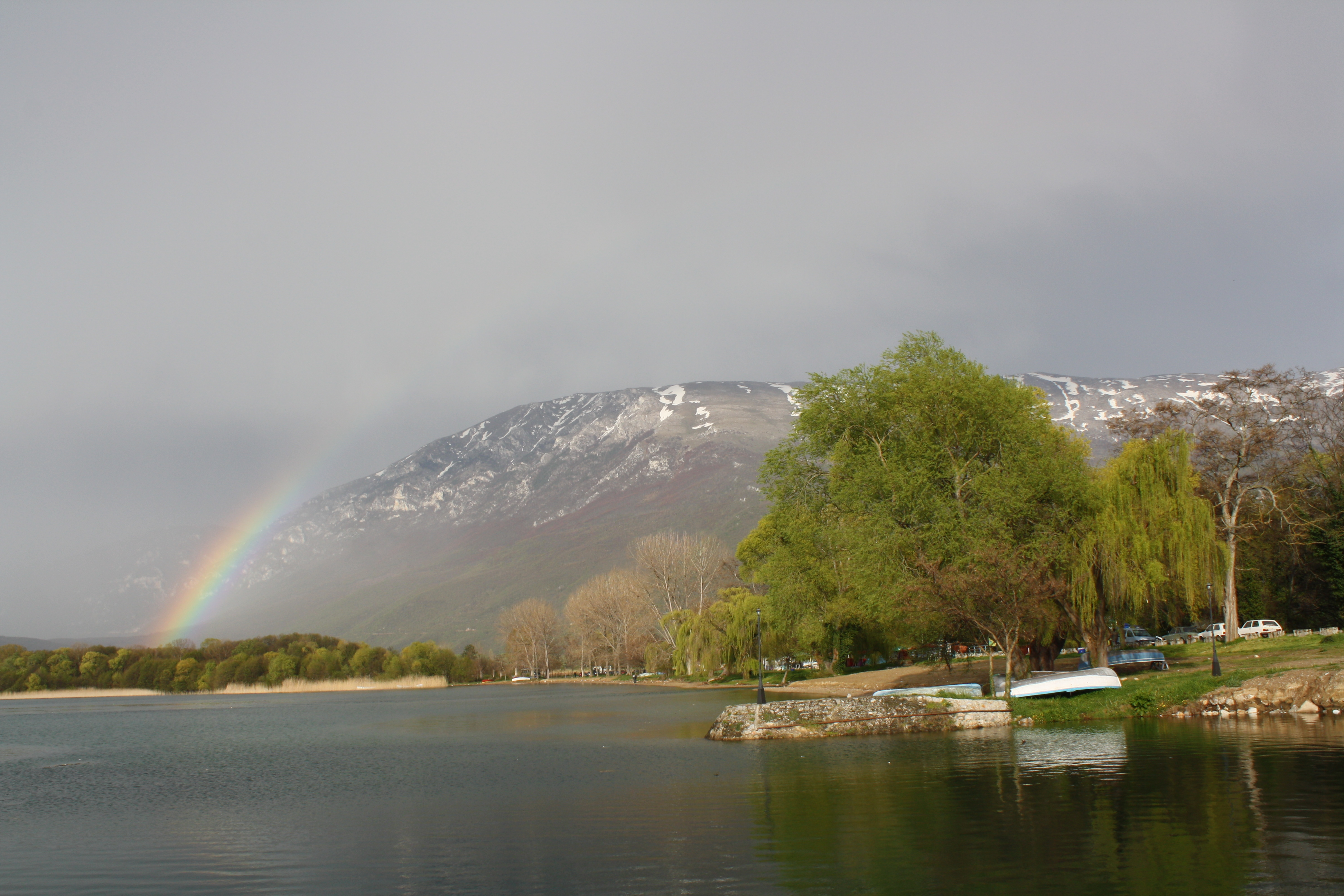
Un arc-en-ciel au-dessus du lac, côté macédonien. En second plan se trouve le massif de la Galitchitsa.

Le lac d'Ohrid connaît un climat continental local. Les étés sont chauds, avec une moyenne de 21,2 °C et un maximum de 34,4 °C en août et des hivers assez froids, avec 1,5 °C en moyenne en janvier et un minimum de -17,2 °C. Les précipitations apportent chaque année environ 759 mm d'eau. Le vent du nord domine en automne et hiver, tandis que ceux qui viennent du sud et du sud-est dominent au printemps et en été. Les vents sont généralement faibles, avec une moyenne de 3,4 mètres par seconde.
L'eau qui se trouve au plus profond du lac a une température moyenne de 6 °C, lorsque celle de la surface atteint de 24 à 26 °C.

## Espèces végétales et animales
Le lac d'Ohrid est le refuge de très nombreuses espèces animales et végétales, parmi lesquelles plus de 200 sont endémiques. Certaines espèces sont très anciennes, les plus vieilles sont apparues durant l'ère tertiaire, et donnent parfois au lac le surnom de « musée de fossiles vivants ».

### Faune
Ce paragraphe ne citera pas la liste exhaustive des espèces présentes autour et dans le lac d'Ohrid mais ne présentera que quelques familles, genres et espèces marquantes de la faune sauvage.

#### Poissons
Le lac compte 17 espèces originales de poissons, appartenant à 4 familles, les salmonidae, les cyprinidae, les cobitidae et les anguillidae. Les espèces les plus emblématiques du lac sont la truite d'Ohrid et la belvica, poissons à nageoires rayonnées, abondamment pêchées et commercialisées dans la région. Une étude faite en 1929 démontre que ces deux espèces totalisent 45,6 % des prises mais aussi qu'il n'y a que 9 kilogrammes de poisson par hectare dans la partie macédonienne, élément caractéristique de la très faible teneur de l'eau en nutriments.
L'anguille européenne est une autre espèce caractéristique du lac. Elle naît dans la mer des Sargasses puis rejoint la mer Méditerranée et remonte le Drin noir pour vivre une dizaine d'années dans le lac d'Ohrid. À maturité, l'anguille  retourne sur son lieu de naissance, où elle fraie et meurt, et sa progéniture, instinctivement, retrouve ce lac, pour que le cycle continue.
Le lac abrite aussi notamment des chevesnes, des carpes, des barbeaux et des corégones. Les écailles de la plašica, poisson proche de l'ablette, permettent de fabriquer les perles filigranées d'Ohrid, monument de l'artisanat macédonien.

#### Mammifères
Les environs du lac sont peuplés de plusieurs espèces rares, dont certaines sont éteintes ou en voie d'extinction dans le reste de l'Europe. Les animaux sauvages sont surtout présents dans les monts Galitchitsa, situés entre le lac d'Ohrid et le lac Prespa et qui forment un des trois parcs naturels de la Macédoine du Nord. On y trouve des lynx, des ours, des cerfs, des sangliers, des renards et des loups.

#### Oiseaux
Sur les rivages du lac vivent plusieurs espèces d'oiseaux, pour la plupart aquatiques, comme le pélican frisé, le fuligule nyroca, l'aigle criard et l'aigle impérial.

#### Invertébrés

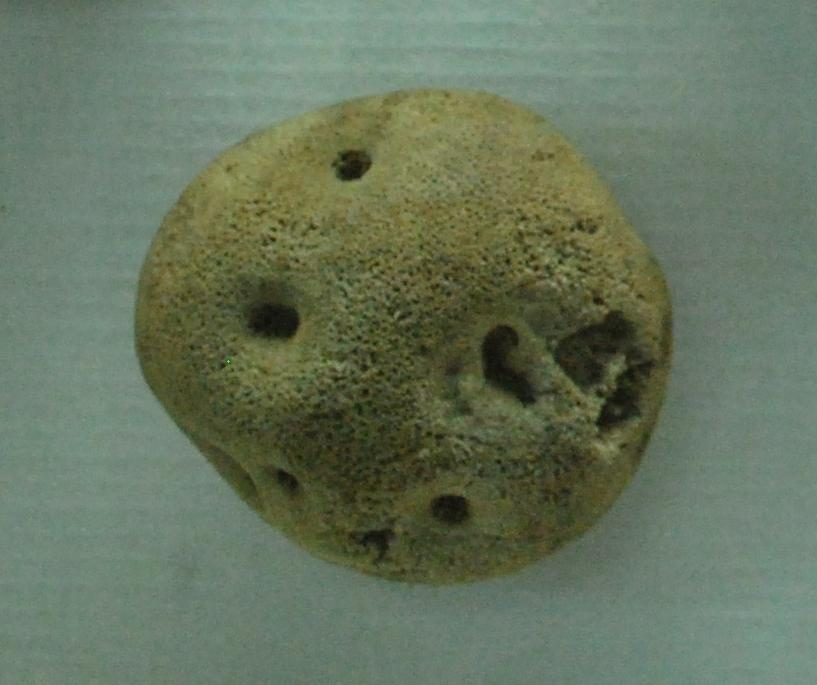
Une éponge d'Ohrid.

Le lac est le lieu unique de présence au monde d'un gastéropode âgé de trente millions d'années, Gocea ohridana, en danger extrême d'extinction. Il fait partie de la liste des 100 espèces les plus menacées au monde établie par l'UICN en 2012.
Parmi les espèces aquatiques, on trouve également des coquillages, des crabes, des éponges... L'éponge d'Ohrid (Ochridaspongia rotunda (en)), endémique, vit entre 40 et 50 mètres de profondeur. Le plancton comprend lui aussi des espèces particulières au lac.

### Flore
Ce paragraphe ne citera pas la liste exhaustive des espèces présentes autour et dans le lac d'Ohrid mais ne présentera que quelques familles, genres et espèces marquantes de la flore sauvage.
Jusqu'à une certaine profondeur, les fonds du lac sont tapissés d'algues. L'espèce la plus remarquable est l'algue hara, qui ne pousse qu'entre 6 et 15 mètres de profondeur et forme un cercle qui suit les berges du lac. Dans les environs, poussent des arbres comme le châtaignier, le sapin de Céphalonie, le noisetier, le buis et le chêne.

## Économie

### Société

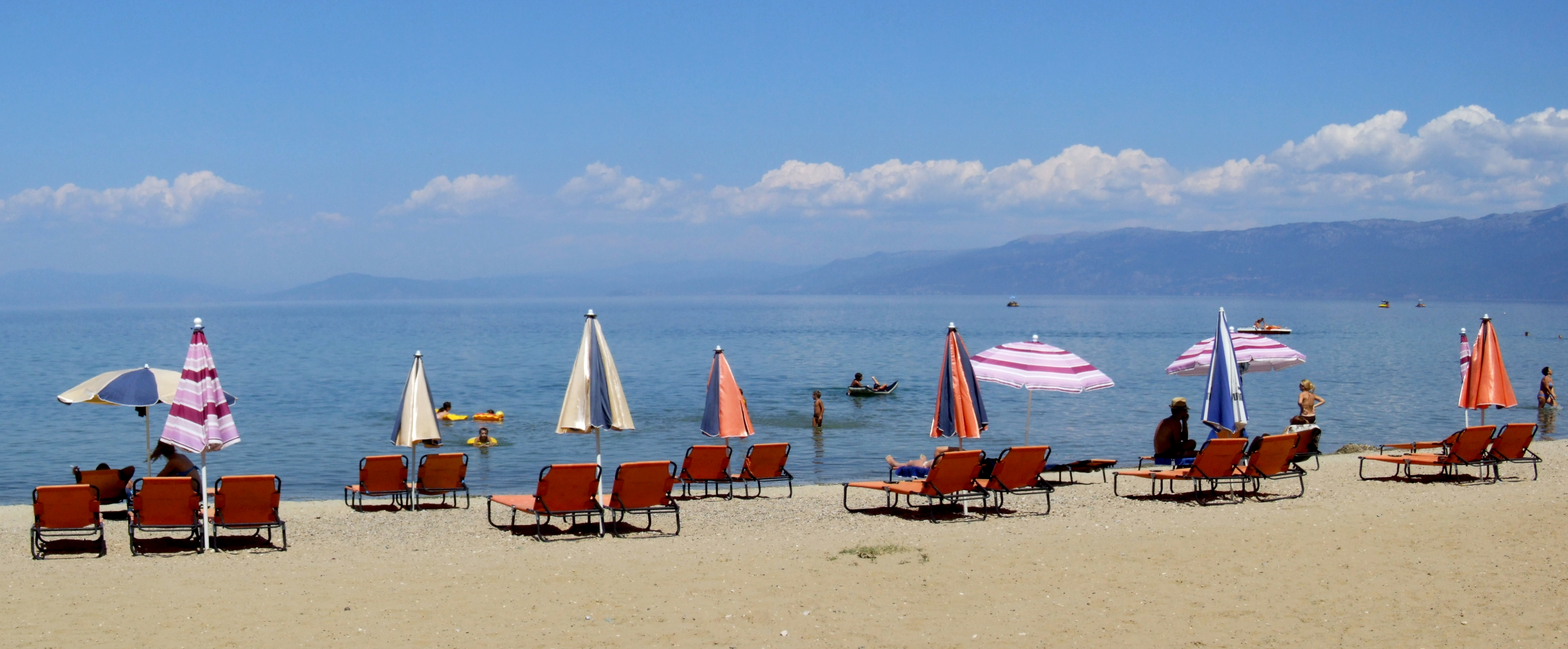
La plage de Pogradec.

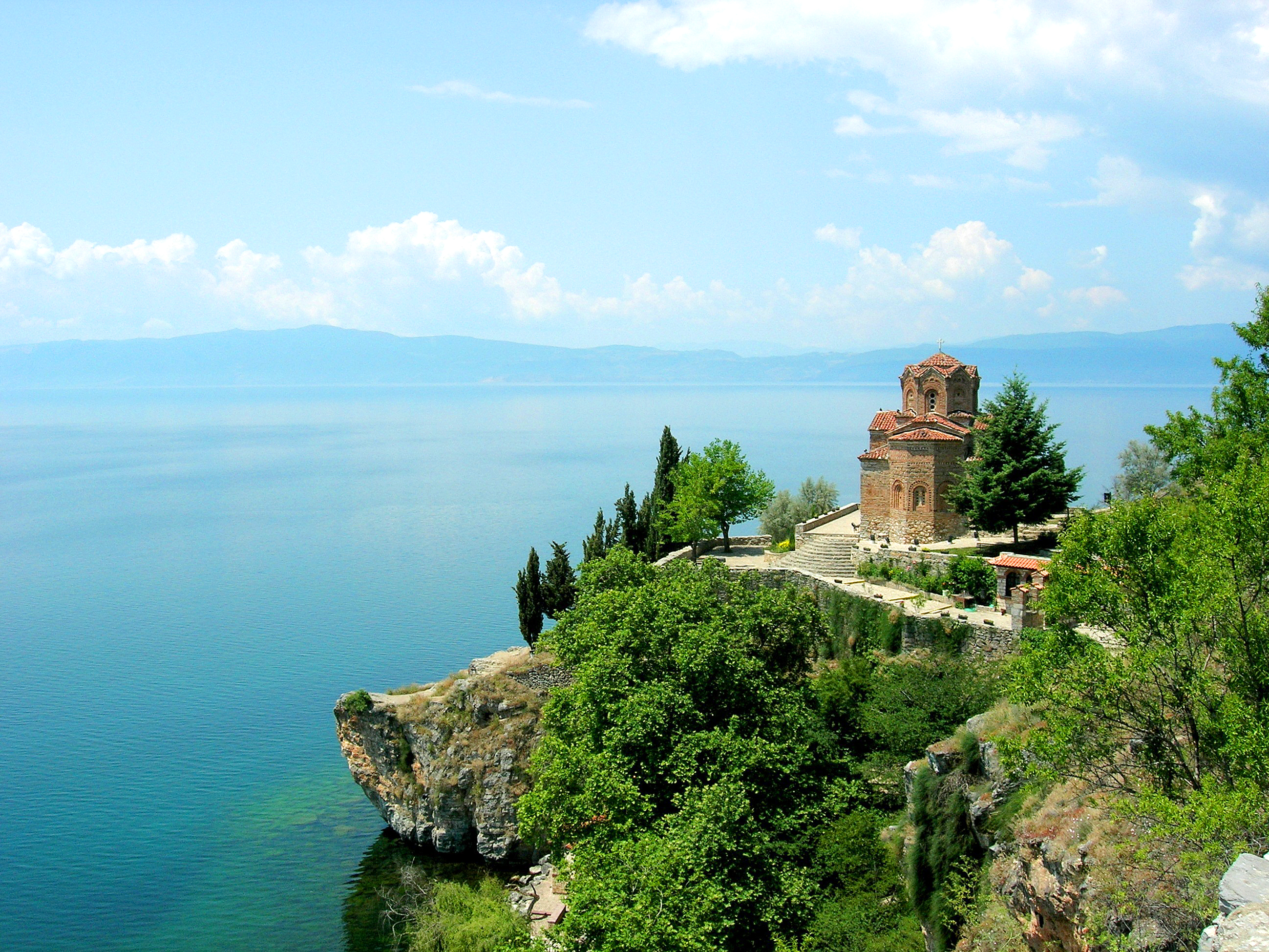
L'église Saint-Jean de Kaneo, l'un des sites les plus célèbres de Macédoine du Nord.

Le lac a livré aux archéologues suisses et albanais, les vestiges d'une cité  datée entre 6000 et 5800 avant notre ère bien antérieure aux sites palafittiques alpins connus (5000-4000) en faisant la plus ancienne cité lacustre connue à ce jour en Europe.
Ce sont quelque 1 000 000 pieux qui sont plantés sur les rives immergées du lac. Des graines, des plantes et ossements retrouvés suggèrent la pratique de l'agriculture et de l'élevage.
Trois villes sont construites sur les rives du lac, Ohrid et Struga côté macédonien, Pogradec côté albanais. Ohrid, la plus peuplée, comptait 42 003 habitants en 2002. Entre ces villes existent plusieurs villages, qui vivent principalement de la pêche. Il y a environ 106 000 habitants dans la partie macédonienne du bassin versant, et 61 000 dans la partie albanaise. En 2001, selon la Banque mondiale, le produit intérieur brut par habitant s'élevait à 1 678 $ dans la région macédonienne et à 1 196 $ dans la région albanaise. Ces chiffres sont largement plus faibles que les moyennes nationales, respectivement 8 400 $ et 5 800 $ en 2007, même si le produit intérieur brut de la région du lac d'Ohrid augmente depuis plusieurs années.
Le chômage est très important dans la région ; en 1998, l'Institut national des statistiques albanais avançait un taux de chômage entre 26 et 48 % dans le bassin d'Ohrid. En 1994, l'Institut macédonien estimait que plus de la moitié de la population active des municipalités macédoniennes environnantes était au chômage ou occupait des emplois saisonniers, sans bénéfices.

### Activités

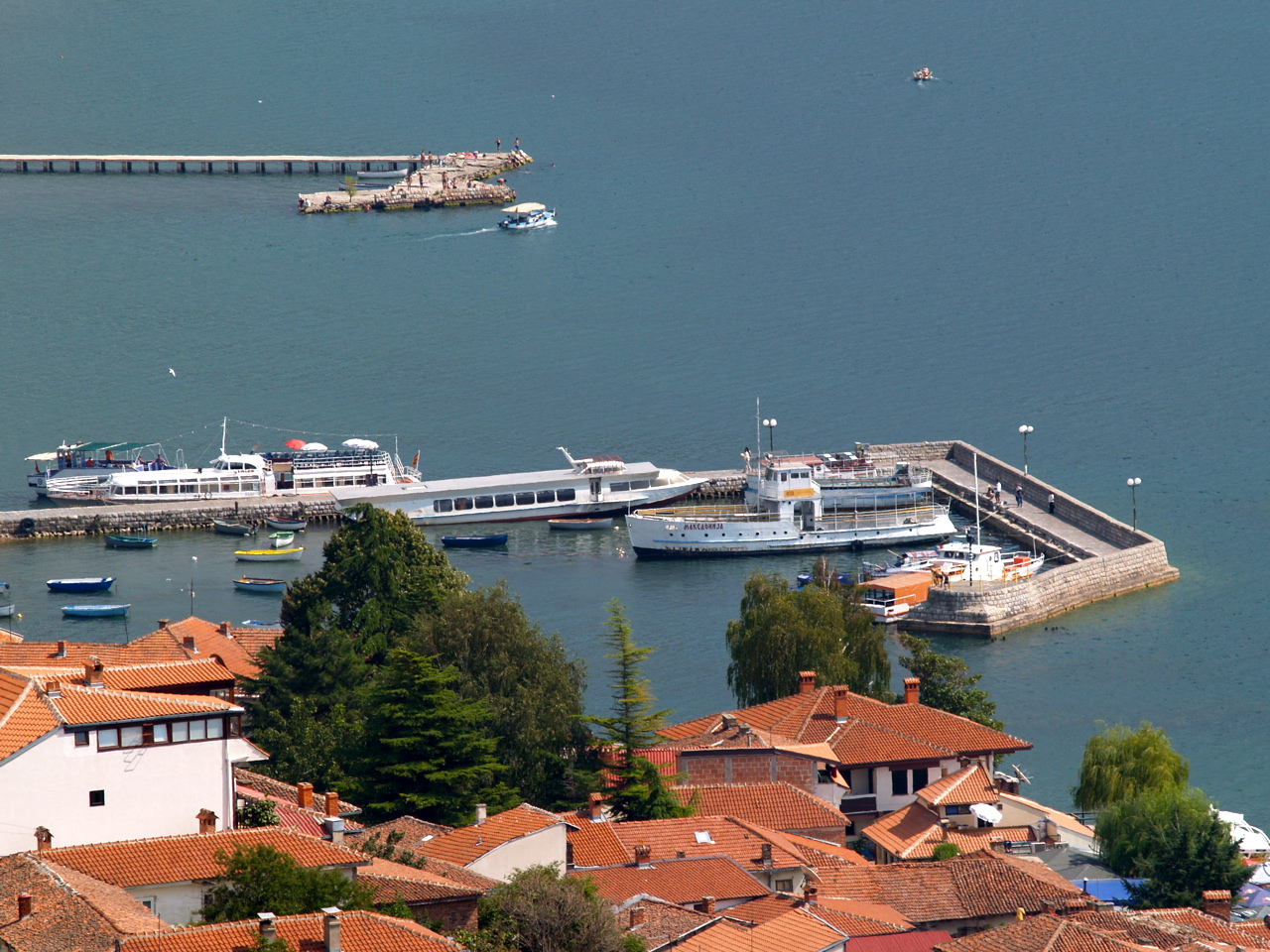
Le port de plaisance d'Ohrid.

La pêche est une ressource majeure pour les habitants de la région du lac ; ils vendent leurs captures sur les marchés nationaux albanais ou macédoniens et dans les nombreux restaurants situés sur les rives du lac. La région est également très visitée ; Ohrid est la capitale touristique de la Macédoine du Nord et Pogradec est un lieu de villégiature réputé pour les Albanais. Le classement de la partie macédonienne au patrimoine mondial de l'UNESCO en 1979 a un temps permis un essor important pour la région, mais depuis l'indépendance, les problèmes économiques et ethniques que connaît la Macédoine du Nord ont fait reculer le nombre de visiteurs annuels. Les hôtels d'Ohrid ont par exemple vu reculer leur nombre de nuitées de 70 % entre 1991 et 2004.
Les massifs forestiers couvrent plus de 70 000 hectares du bassin du lac et l'industrie du bois est une autre ressource pour la région. Cependant, les forêts albanaises, peu protégées et soumises à des incendies réguliers, sont en mauvais état et menacées de disparition. Le massif macédonien, protégé par le parc national de Galitchitsa, est quant à lui en meilleur état et plus productif.

## Dégradation et protection de la nature
Le lac est menacé par de nombreux facteurs, tous liés à la présence et l'activité humaine.

### Pollution des eaux
La pollution de l'eau est le premier problème environnemental du lac. Les eaux et organismes (poissons notamment) y sont notamment contaminées par les pesticides (organochlorés notamment) et les engrais, utilisés par les agriculteurs des berges du lac ou du bassin versant, mais aussi par les rejets domestiques. Ainsi, jusqu'en 2006, la ville de Pogradec laissait 30 % de ses eaux usées rejoindre le lac sans traitement. Depuis, une station d'épuration a été construite.
À Pogradec se trouvent également plusieurs usines métallurgiques, qui rejettent dans le lac des métaux lourds, métalloïdes et autres résidus toxiques issus du travail des minerais. Les mines et les rejets occasionnés par leur exploitation combinent leurs effets à ceux des autres rejets, aggravant la pollution bactériologique du lac où prolifèrent des organismes nocifs pour les espèces naturellement présentes. Les déchets industriels abandonnés, des carcasses de voiture et d'autres déchets dispersés dans le bassin versant, libèrent aussi des particules nocives, qui sont emportées vers le lac par la pluie. Du côté macédonien, le lac est pollué par ses affluents, dans lesquels les usines chimiques, textiles, et de céramique rejettent leurs eaux usées.

### Eutrophisation
Le lac, naturellement pauvre en minéraux et en nutriments, connaît depuis quelques années un processus d'eutrophisation, c'est-à-dire une augmentation de la concentration d'éléments comme le phosphore. Le taux de phosphore des eaux du lac a ainsi augmenté de 3 à 4 fois par rapport à celui mesuré pendant la Seconde Guerre mondiale. L'eutrophication est due aux rejets humains et animaux et provoque l'assombrissement des eaux du lac par la prolifération du phytoplancton et la disparition des espèces endémiques. Afin d'y remédier, les gouvernements macédoniens et albanais ont fait construire une usine de dépollution de l'eau près de Pogradec, cette usine doit retirer 80 % du phosphore que contient le lac.

### Problèmes liés à l'urbanisation

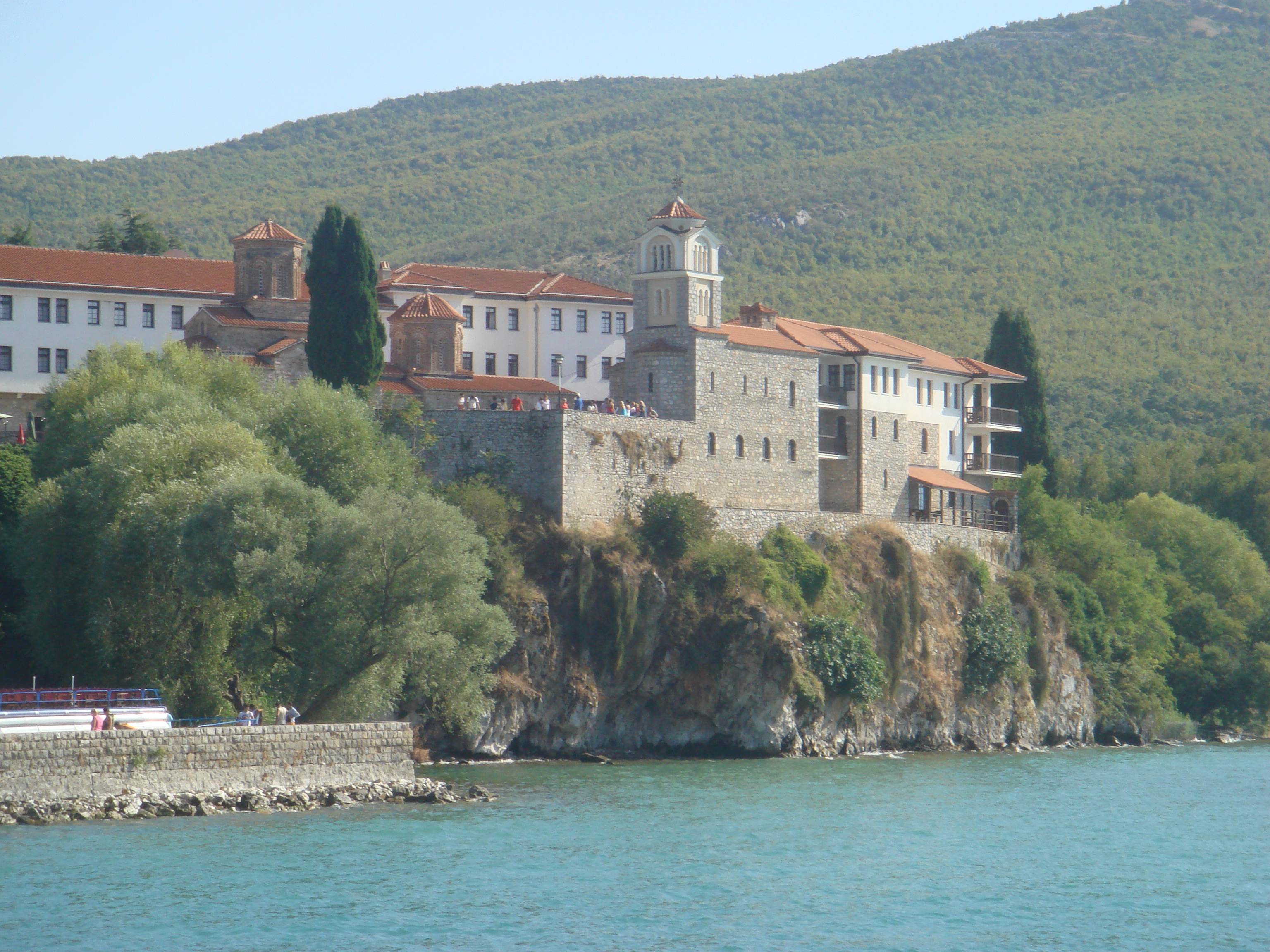
Le monastère Saint-Naum.

En Albanie, la région de Pogradec est particulièrement touchée par l'urbanisation massive, qui détruit les milieux naturels. En Macédoine du Nord, les régions les plus abîmées sont les rives voisines de Struga et d'Ohrid. Les constructions sont occasionnées par le tourisme et sont parfois illégales. La détérioration des berges accélère l'érosion, encourage la prolifération d'espèces résistantes comme le roseau et menace d'autres espèces végétales et animales qui voient leur environnement détruit.

### Problèmes liés à la pêche
La pêche, si elle est source de revenus non négligeables pour les populations locales, cause la disparition de nombreuses espèces de poisson. Les plus menacés sont la truite, l'ablette et la carpe. La situation est néanmoins très différente selon les États, qui possèdent chacun leur propre situation économique et leur propre réglementation. Ainsi, si depuis 1992, les prises augmentent en Albanie, la protection de plusieurs espèces et la création de quotas a fait baisser le nombre de prises en Macédoine du Nord. L'installation de parcs d'élevage, notamment pour la truite arc-en-ciel, a également permis la diminution de la pêche en Macédoine du Nord. L'Albanie n'a commencé à poser des limites de pêche qu'en 2002. En plus d'être menacés par la pêche, les poissons sont très sensibles à la pollution des eaux du lac.

## Dans la culture
Le lac d'Ohrid est le sujet du livre L'écho du lac de Kapka Kasabova.